# 911 Fire Rescue
911 Fire Rescue là tựa game mô phỏng đội lính cứu hỏa chuyên làm nhiệm vụ chữa cháy do hãng Sunstorm Interactive phát triển và WizardWorks phát hành vào năm 2001.

## Đón nhận
IGN đã chấm cho game 5,5/10 điểm khi nhận định "Về bản chất, 911 Fire Rescue là tựa game chuyển hướng nhỏ thú vị từ các trò chơi phức tạp hơn yêu cầu ghi nhớ 27 lệnh bàn phím. Thực sự không có nhiều việc phải làm ở đây ngoài việc di chuyển xung quanh bằng cách sử dụng các điều khiển Quake của bạn, đồng thời phun nước dập lửa và giải cứu những nạn nhân bất tỉnh".
GameSpot đã chấm cho game 5,8/10 điểm cho biết "Mức giá hời và chủ đề tương đối nguyên bản là những điểm nhấn nhất định, nhưng đừng mong đợi 911 Fire Rescue sẽ cháy sáng trong hơn vài giờ hoặc vài ngày"